# 임상화학
임상화학은 인체의 혈액, 혈장, 혈청, 요, 뇌척수액 및 기타 체액 중에 존재하는 대사물질을 화학적 또는 생화학적 방법으로 분석하여 인체의 상태가 정상인지 비정상인지 평가하고, 그 결과를 근거로 질환을 진단하고, 더 나아가 치료의 효과를 평가하고, 향후 질환의 경과를 예측하는데 있어서 중요한 정보를 제공하는 검사의학의 한 분야이다.

## 임상화학검사의 용도
- 임상화학검사의 결과는 질병의 진단과 치료감시에 사용 질병의 선별이나 진단이 확정된 질병의 진행과정을 추적하는데 이용된다.

1. 진단 : 임상적으로 진단을 확정 / 부인하는데 사용
2. 치료감시 : 치료에 대한 질병의 반응을 알아보는데 사용
3. 예후 : 질병의 진행과정을 추정하는데 사용
4. 선별 : 잠재적 질병을 검출하는데 사용

## 임상화학의 현재와 미래
- 임상화학검사법이 초기에는 적정법을 이용한 정량법이 다양하게 사용되었으나 현재는 이 방법을 거의 사용하지 않고 비색계를 이용한 비색분석법이 꾸준히 개발되고 개량되어 현재까지 임상화학검사법의 주류를 이루고 있다.
- 최근[언제?]의 검사시스템은 완전 자동화를 취하여 하나의 검체로부터 필요한 모든 검사가 자동으로 수행되는 통합검사시스템을 지향하고 있다.

## 임상화학검사 종류
- Acid phosphatase
- Acid phosphatase, prostate
- ADA 1
- ADA 2
- ADA, Total
- Albumin
- Albumin, CSF
- Albumin, 24Urine
- Albumin, Urine
- ALP
- ALT(GPT)
- AST(GOT)
- Bilirubin, Direct
- Bilirubin, Total
- BUN
- BUN, 24Urine
- Ca (Calcium)
- Ca, 24Urine
- Cholesterol, Total
- Cholinesterase
- CK
- Creatinine
- Creatinine, 24Urine
- Creatinine clearance (CCr)
- Fibrinogen
- Fe (Iron)
- r-GT
- Glucose
- Glucose PC2hr
- HDL-Cholesterol
- LDH
- LDL-Cholesterol
- Mg (Magnesium)
- Mg, 24Urine
- P (Inorganic phosphorus)
- P, 24Urine
- Plasma Hb
- Protein, Total
- Protein, 24Urine
- Protein, Urine
- Protein, CSF
- TIBC
- Triglyceride (TG)
- Uric acid
- Uric acid, 24Urine